# Querflöte
Querflöte est un jeu d'orgue présent dans les orgues d'Europe du Nord dès l'époque baroque, signifiant en langue allemande: flûte traversière et correspondant à la flûte harmonique 8', mais que l'on peut trouver plus rarement en tessiture 4'.